# كريس ستروب
كريس ستروب (بالإنجليزية: Kris Straub)‏ هو رسام كارتون ومصمم جرافيك أمريكي، ولد في 17 يناير 1979 في لوس أنجلوس في الولايات المتحدة.

## وصلات خارجية
- كريس ستروب على موقع IMDb (الإنجليزية)
- كريس ستروب على موقع ميوزك برينز (الإنجليزية)
- كريس ستروب على موقع قاعدة بيانات الفيلم (الإنجليزية)